# Colbert - Hôtel de région (métro de Marseille)
Pour les articles homonymes, voir Colbert.
La station Colbert - Hôtel de région est une station de la ligne 1 du métro de Marseille.

## Histoire et localisation
Cette station a été inaugurée le 11 mars 1978 lors du prolongement de la ligne vers Castellane, elle est située rue Sainte-Barbe, à proximité de l'Hôtel de région et de la place Jules-Guesde dans le quartier Belsunce. Elle est relativement proche de la station Jules Guesde de la ligne 2.
La station, ainsi que la rue éponyme perpendiculaire portent le nom de Jean-Baptiste Colbert, qui fut ministre sous Louis XIV de 1661 à 1683.

## Architecture
La station est principalement décorée de bleu avec des panneaux bleus et blancs avec un long bandeau vert sur les murs côté rails. Une illustration de Jean-Baptiste Colbert et des bâtiments la jouxtant se trouvent sur les deux entrées situées à chaque côté de la rue.

## Services
- Service assuré du lundi au dimanche de 5h à 1h.
- Distributeurs de titres: possibilité de régler par billets, pièces, carte bancaire.

## Correspondances RTM
Arrêt Colbert (la majeure partie des lignes part du Centre Bourse)
- Ligne   en direction des Aygalades
- Ligne   en direction de St Jérôme IUT
- Ligne   en direction du Lycée St Exupéry
- Ligne   en direction du Canet Jean Jaurès
- Ligne   en direction de l’Hôpital Nord par autoroute A7
- Ligne   en direction du Centre urbain des Caillols
- Ligne   en direction de La Savine Les Pins
- Ligne   en direction des Géraniums
- Ligne   N2  en direction d’Einstein parking relais